# La vida sin filtros
La vida sin filtros es un programa de televisión español presentado por Cristina Tárrega y emitido en Telecinco. Esta se enfrenta sin conocimiento previo, sin guion ni información a las historias que se llevan a cabo en cada programa, cada uno de los cuales aborda un tema concreto.

## Equipo

### Presentadora
| Presentador      | Información                | Logo de Telecinco | Logo de Telecinco |
| Presentador      | Información                | 2023              | 2024              |
| ---------------- | -------------------------- | ----------------- | ----------------- |
| Cristina Tárrega | Presentadora de televisión |                   |                   |

### Colaboradores
| Colaborador/a     | Información               | Logo de Telecinco | Logo de Telecinco |
| Colaborador/a     | Información               | 2023              | 2024              |
| ----------------- | ------------------------- | ----------------- | ----------------- |
| Alessandro Lequio | Colaborador de televisión |                   |                   |
| Boris Izaguirre   | Periodista y escritor     |                   |                   |
| Iván González     | Tronista de Myhyv         |                   |                   |
| Carmen Alcayde    | Periodista                |                   |                   |
| Cristina Boscá    | Locutora y presentadora   |                   |                   |
| Ignacio de Borbón | Modelo                    |                   |                   |
| Luis Rollán       | Colaborador de televisión |                   |                   |
| Marina Ruiz       | Tronista de Myhyv         |                   |                   |
| Mónica Hoyos      | Presentadora y Actriz     |                   |                   |
| Naomi Asensi      | Participante de LIDLT     |                   |                   |

#### Antiguos colaboradores
| Colaborador/a           | Información             | Logo de Telecinco | Logo de Telecinco |
| Colaborador/a           | Información             | 2023              | 2024              |
| ----------------------- | ----------------------- | ----------------- | ----------------- |
| Ágatha Ruiz de la Prada | Diseñadora de moda      |                   |                   |
| Ares Teixidó            | Periodista              |                   |                   |
| Carlos Baute            | Cantante                |                   |                   |
| Charo Reina             | Cantante                |                   |                   |
| Eduardo Navarrete       | Diseñador de moda       |                   |                   |
| Lucía Dominguín         | Personalidad televisiva |                   |                   |
| Oriana Marzoli          | Personalidad televisiva |                   |                   |

## Audiencias

### Temporada 1 (2023)
| N.º | Temática del programa       | Fecha de emisión     | Audiencia       |
| --- | --------------------------- | -------------------- | --------------- |
| 1   | Asuntos de familia          | 1 de julio de 2023   | 844 000 (10,0%) |
| 2   | Conflictos vecinales        | 8 de julio de 2023   | 610 000 (7,8%)  |
| 3   | Esclavos de la imagen       | 15 de julio de 2023  | 800 000 (10,6%) |
| 4   | Infieles por naturaleza     | 22 de julio de 2023  | 674 000 (8,7%)  |
| 5   | El amor de mi vida          | 29 de julio de 2023  | 647 000 (8,1%)  |
| 6   | Expediente X                | 5 de agosto de 2023  | 603 000 (8,9%)  |
| 7   | Ellas los prefieren jóvenes | 19 de agosto de 2023 | 682 000 (9,1%)  |
| 8   | Mi vida dio un giro         | 26 de agosto de 2023 | 702 000 (9,1%)  |

### Temporada 2 (2024)
| N.º | Temática del programa    | Fecha de emisión     | Audiencia       |
| --- | ------------------------ | -------------------- | --------------- |
| 9   | Líos de familia          | 15 de junio de 2024  | 548 000 (7,2%)  |
| 10  | Cuerpos únicos           | 22 de junio de 2024  | 641 000 (9,0%)  |
| 11  | Engaños                  | 29 de junio de 2024  | 636 000 (8,7%)  |
| 12  | Yo soy especial          | 6 de julio de 2024   | 659 000 (9,6%)  |
| 13  | La guerra que se avecina | 13 de julio de 2024  | 549 000 (7,9%)  |
| 14  | Hablemos del amor        | 20 de julio de 2024  | 731 000 (10,9%) |
| 15  | Soy sobrenatural         | 27 de julio de 2024  | 644 000 (9,1%)  |
| 16  | Sorpresa te da la vida   | 3 de agosto de 2024  | 622 000 (9,2%)  |
| 17  | Asuntos pendientes       | 10 de agosto de 2024 | 565 000 (8,9%)  |

### Especiales
| N.º | N.º | Título del programa      | Fecha de emisión     |                |
| N.º | N.º | Título del programa      | Fecha de emisión     | Audiencia      |
| --- | --- | ------------------------ | -------------------- | -------------- |
|     | 1   | Sin filtros. Lo más (I)  | 12 de agosto de 2023 | 479 000 (6,8%) |
|     | 2   | Sin filtros. Lo más (II) | 17 de agosto de 2024 | 412 000 (6,6%) |

## Audiencia media
| Temporada | Fecha | Programas | Cadena    | Espectadores | Cuota |
| 1         | 2023  | 8         | Telecinco | 695 000      | 9,0%  |
| 2         | 2024  | 9         | Telecinco | 622 000      | 8,9%  |
| --------- | ----- | --------- | --------- | ------------ | ----- |